# وکس (کانال تلویزیونی)
وکس یک کانال تلویزیونی متعلق به آرتی‌ال گروپ است که در شهر کلن آلمان می‌باشد. این شبکه بیشتر سریال‌ها، فیلم‌ها و مستندهای آمریکایی را پخش می‌کند. این شبکه در گذشته در ماهواره هات برد موجود بود. وکس در ۲۵ ژانویه ۱۹۹۳ راه اندازی شد.

## برنامه‌ها
- بوستون لیگال
- بوستون پابلیک
- گریم (مجموعه تلویزیونی)
- به من دروغ بگو